# Charles Magnin
Pour les articles homonymes, voir Magnin.
Charles Magnin, né le 4 novembre 1793 à Paris et mort le 8 octobre 1862 à Paris, est un écrivain et journaliste français.

## Biographie
Il est élève à Sainte-Barbe, puis au Lycée Napoléon. Employé à la Bibliothèque Royale, il écrit quelques comédies dont une sera représentée à l'Odéon. Il entre au journal Le Globe en 1824, dont il devient actionnaire en 1826. Il y écrivit de nombreux articles consacrés à la littérature et au théâtre.
Quand Le Globe cessa de paraître en 1831, il transféra sa chronique théâtrale au National et collabora à la Revue des deux Mondes et au Journal des savants. En 1832, il fut nommé conservateur de la Bibliothèque Royale, puis élu en 1838 à l'Académie des inscriptions et belles-lettres.
Il suppléa pendant peu de temps Claude Fauriel à la Sorbonne, il y donnera des cours sur l'histoire du théâtre. Il a été élu à l’Académie des inscriptions et belles-lettres, en 1838.
Il est inhumé à Salins-les-Bains.

## Distinctions
- Officier de la Légion d'honneur (26 octobre 1847)[1]

## Œuvres
- Racine, ou la Troisième Représentation des Plaideurs, J. N. Barba, 1826
- Les Origines du théâtre moderne, Hachette, 1838. Réédition en fac-similé, éditions d'Aujourd'hui, 1981
- Causeries et méditations historiques et littéraires, B. Duprat, 1843
- Histoire des marionnettes en Europe, Michel Lévy Frères, 1852 lire en ligne sur Gallica. Réédition 1862 lire en ligne sur Gallica. Réédition en fac-similé, Slatkine, 1981
- Les Origines du théâtre antique et du théâtre moderne, A. Eudes, 1868 lire en ligne sur Gallica

## Source
- Henri Wallon, « Notice sur la vie et les travaux de M. Charles Magnin, membre ordinaire de l'Académie », Comptes rendus des séances de l'Académie des Inscriptions et Belles-Lettres, 18ᵉ année, n° 4, 1874, p. 360-420 [lire en ligne]